# Siddi (Sardinië)
Siddi is een gemeente in de Italiaanse provincie Zuid-Sardinië (regio Sardinië) en telt 784 inwoners (31-12-2004). De oppervlakte bedraagt 11,0 km², de bevolkingsdichtheid is 71 inwoners per km².

## Demografie
Siddi telt ongeveer 295 huishoudens. Het aantal inwoners daalde in de periode 1991-2001 met 9,0% volgens cijfers uit de tienjaarlijkse volkstellingen van ISTAT.
| Jaar | Inwoneraantal |
| ---- | ------------- |
| 1991 | 878           |
| 2001 | 799           |

## Geografie
Siddi grenst aan de volgende gemeenten: Baressa (OR), Collinas, Gonnoscodina (OR), Gonnostramatza (OR), Lunamatrona, Pauli Arbarei, Ussaramanna.
Arbus · Barumini · Collinas · Furtei · Genuri · Gesturi · Gonnosfanadiga · Guspini · Las Plassas · Lunamatrona · Pabillonis · Pauli Arbarei · Samassi · San Gavino Monreale · Sanluri · Sardara · Segariu · Serramanna · Serrenti · Setzu · Siddi · Tuili · Turri · Ussaramanna · Villacidro · Villamar · Villanovaforru · Villanovafranca
1. ↑  https://demo.istat.it/?l=it.